# Kanton Saint-Germain-lès-Corbeil
Canton de Saint-Germain-lès-Corbeil je francouzský kanton v departementu Essonne v regionu Île-de-France. Vznikl 7. prosince 1975.

## Složení kantonu
| Obec                      | Počet obyvatel (2008) | PSČ   | INSEE       |
| ------------------------- | --------------------- | ----- | ----------- |
| Étiolles                  | 3098                  | 91450 | 91 2 32 225 |
| Morsang-sur-Seine         | 491                   | 91250 | 91 2 32 435 |
| Saint-Germain-lès-Corbeil | 7100                  | 91250 | 91 2 32 553 |
| Saint-Pierre-du-Perray    | 7844                  | 91280 | 91 2 32 573 |
| Saintry-sur-Seine         | 5154                  | 91250 | 91 2 32 577 |
| Soisy-sur-Seine           | 7174                  | 91450 | 91 2 32 600 |
| Tigery                    | 2308                  | 91250 | 91 2 32 617 |